# Ștefănești-Sat, Botoșani
Ștefănești-Sat este o localitate componentă a orașului Ștefănești din județul Botoșani, Moldova, România.
 Acest articol despre o localitate din județul Botoșani este deocamdată un ciot. Puteți ajuta Wikipedia prin completarea lui.